# Zertifizierte-Mediatoren-Ausbildungsverordnung
Die Verordnung über die Aus- und Fortbildung von zertifizierten Mediatoren (Zertifizierte-Mediatoren-Ausbildungsverordnung – ZMediatAusbV) vom 21. August 2016 ist eine Verordnung des Bundes. Sie regelt die Aus- und Fortbildung von zertifizierten Mediatoren sowie die Anforderungen an die Aus- und Fortbildungseinrichtungen.

## Inhalt
In der Verordnung ist festgelegt:
- Die Ausbildung umfasst mindestens 120 Präsenzzeitstunden zu vorgegebenen Inhalten (§ 2 ZMediatAusbV). Im Rahmen der der Ausbildung hat der Mediator zudem eine Mediation als Mediator oder Co-Mediator durchzuführen und im Anschluss in einer Einzelsupervision nachzuarbeiten (§ 2 ZMediatAusbV), und

- Innerhalb von zwei Jahren nach Abschluss der Ausbildung hat der Mediator mindestens weitere vier Mal an einer Einzelsupervision, wiederum jeweils im Anschluss an eine als Mediator oder Co-Mediator durchgeführte Mediation, teilzunehmen (§ 4 ZMediatAusbV).

- Der zertifizierte Mediator hat regelmäßig an Fortbildungsveranstaltungen im Umfang von mindestens 40 Zeitstunden im Vierjahreszeitraum teilzunehmen (§ 3 ZMediatAusbV).

- Ausbilder müssen sicherstellen, dass Lehrkräfte über einen berufsqualifizierenden Abschluss einer Berufsausbildung oder eines Hochschulstudiums verfügen und über die für die Aus- oder Fortbildung erforderlichen fachlichen Kompetenzen verfügen (§ 5 ZMediatAusbV).

- Eine im Ausland absolvierte Ausbildung im Umfang von mindestens 90 Zeitstunden (§ 6 ZMediatAusbV) wird anerkannt.

- Für bereits ausgebildete Mediatoren sind Übergangsbestimmungen festgelegt (§ 7 ZMediatAusbV).

Die Verordnung hat eine Anlage zu Inhalt und Umfang des Ausbildungslehrgangs.

## Weitere Entwicklungen
Der Übergangszeitraum von einem Jahr nach Erlass der Rechtsverordnung tritt erst ein Jahr nach ihrem Erlass in Kraft. Laut Beschlussempfehlung gibt dies „den maßgeblichen Mediatoren- und Berufsverbänden, den berufsständischen Kammern und den Industrie- und Handelskammern sowie anderen gesellschaftlichen Gruppen im Interesse einer Vergleichbarkeit der Ausbildungen und einer Qualitätssicherung die Möglichkeit, sich auf freiwilliger Basis auf eine einheitliche Vorgehensweise zu verständigen, die die Zertifizierung von Ausbildungsinstituten, die dann die Ausbildung zum zertifizierten Mediator durchführen und die entsprechenden Zertifikate für die Teilnehmer ausstellen, durch eine privatrechtlich organisierte Stelle ermöglicht.“ Dort ist auch festgelegt, dass eine entsprechende Ergänzung der Verordnungsermächtigung nach § 6 zu prüfen ist, wenn eine Einigung auf freiwilliger Basis auf eine Stelle für die Zertifizierung der Ausbildungsträger nicht erfolgt.
Die Mediationsverbände (BAFM, BM, BMWA, DFfM und DGM), die Bundesrechtsanwaltskammer (BRAK), der Deutsche Anwaltverein (DAV), der Deutsche Industrie- und Handelskammertag (DIHK) und die Bundesnotarkammer (BNotK) konnten sich bisher (Stand: März 2017) nicht auf eine gemeinsame Akkreditierungsstelle für die Ausbildung zum zertifizierten Mediator einigen.

## Kritik
Auf Kritik stößt, dass keine unabhängige Instanz vorgesehen ist, die eine Prüfung, Bestätigung und Überwachung der Qualitätsstandards durchführen würde. Im Gegensatz hierzu bestehen beispielsweise für die Zertifizierung von Sachverständigen nach dem internationalen Standard DIN EN ISO/IEC 17024/2012 akkreditierte Zertifizierungsstellen, und diese werden von der Deutsche Akkreditierungsstelle überwacht.
Des Weiteren wird bezweifelt, dass ein einziger supervidierter Mediationsfall als anfängliche, für die Zertifizierung erforderliche Praxiserfahrung ausreicht.
Auf Kritik stößt auch, dass an eine im Ausland absolvierte Ausbildung geringere Anforderungen gestellt werden als an eine inländische Ausbildung. Reinhard Greger kritisierte, die Regelung erwecke den Eindruck einer Diskriminierung inländischer Ausbildungsgänge. Außerdem bemerkt Martin Fries in der Forderung nach 120 Präsenzstunden einen Widerspruch, "weil Ausbildungsinhalte heute zunehmend online vermittelt werden und es durchaus technische Möglichkeiten gibt, die Aufmerksamkeit der Kursteilnehmer durch automatische Interaktion zu überprüfen."